# Знаме на Самарска област
Знамето на Самарска област е държавен символ на едноименния субект от Руската федерация. Утвърдено е на 22 септември 1998 г.

## Символика
Знамето на област Самара е правоъгълно с три равни хоризонтални ивици: горе – червена, средата – бяла и долу – синя. В средата на знамето е изобразен герба на областта, равен на две трети от височината на широчината на знамето. Съотношението на ширината на флага към неговата дължина е 2:3.
В Русия, белият цвят представлява благородството и искреността, синьо – лоялност, честност, съвършенство, целомъдрие, червеното напомня за кураж, смелост, щедрост и любов.
Цветовете на флага са същите като на Самарското знаме – исторически символ на Самара, Русия и България. Използвано от българските опълченци по време на Руско-турската война (1877 – 1878) за Освобождение на България.

## История
Историята на Самарското знаме е свързана с борбата на славянските народи срещу османското владичество. През лятото на 1875 г., въстание избухва в Босна и Херцеговина, през април следващата година избухва и в България, а след още два месеца, Сърбия и Черна гора започват война с Османската империя. Хиляди руски доброволци заминават за Балканите, за да се бият на страната на славяните.
Самарската градска Дума решава да създаде един общ флаг за славяните в сраженията им срещу турците. Активно участие в това начинание има Пьотър Алабин и жена му Варвара Василиевна. На 6 (18) май, знамето е връчено на 3-та българска опълченска дружина, в близост до град Плоещ.
На 22 септември 1981 г., реплика на знамето е доставена в Куйбишев, а в наши дни тя се съхранява в Самарския Военно-исторически музей Червено знаме на Приволжко-Уралски военен окръг.
При изготвянето на проекта за закон „Държавни символи на област Самара“, най-много противоречия между членовете на работната група възникват при обсъждането на бъдещия флаг, защото няма такъв прецедент в областта. Група учени, историци и местни такива считат за единствена възможна употреба, прототипът на Самарското знаме за създаването на трицветно знаме за Самарска област.